# محمد سابو
محمد سابو (بالإنجليزية: Mohammed Sabo) (مواليد 1 أكتوبر 1967) هو ملاكم نيجيري، مثّل بلاده في الألعاب الأولمبية الصيفية في دورتي 1988 و1992.

## روابط خارجية
محمد سابو على موقع أوليمبيديا (الإنجليزية)
- محمد سابو على موقع اتحاد ألعاب الكومنولث (مؤرشف) (الإنجليزية)